# ليك نانا
ليك نانا (1924 - 1 أبريل 2010) (بالتايلاندية เล็ก นานา)، رجل أعمال تايلندي وسياسي. وكان أحد مؤسسي الحزب الديمقراطى التايلاندى في نهاية الحرب العالمية الثانية وشغل منصب نائب وزير الخارجية وكذلك وزير العلوم والتقنية والطاقة. وهو مسلم من أصل غجراتي ، وكان عضوا بارزًا في اللجنة الإسلامية المركزية لتايلاند. في منطقة نانا على طريق سوخمفيت (منطقة نانا سميت عليه).

## عن حياته
أصبح نانا نائب وزير الخارجية في عام 1975 في عهد رئيس الوزراء سيني براموج ، وفقد منصبه في الانقلاب العسكري الذي أعقب المجزرة التي أرتكبت ضد المتظاهرين اليساريين في جامعة ثاماسات في أكتوبر / تشرين الأول 1976.
وشغل منصب القنصل العام الفخري لتايلاند في العراق حتى عام 1981. وفي ديسمبر كانون الأول عام 1982، انفجرت قنبلة قوية في المبنى الذي يقع مكتبه فيه في الحي الصيني في بانكوك ، مما أسفر عن مقتل خبير المتفجرات الشرطة وأدى إلى أصابة 20 شخصًا آخرين، وتسبب في اندلاع حريق ماأسفر عن تدمير خمسة مباني تقع في نفس المنطقة. لم يكن نانا في المكتب في ذلك الوقت حرب الخليج الأولى .
. وكان يشتبه في ارتباطه بالحرب الإيرانية العراقية. في عام 1982 أصبح نانا أمين عام للحزب الديمقراطي تحت قيادة الحزب بهيشاي راتاكول. كما عمل أيضًا في المجلس التنفيذي للحزب لمرات عدة. في عام 1985، عين رئيس الوزراء بريم تينسولانوندا نانا وزيرًا للعلوم والتكنولوجيا، بعد انتحار الوزير السابق، دامرونغ لاتاثيبات، وقال انه كان مستاء من عدم كفاية التمويل الذي تلقاه. A
كان نانا يسمى (ملك بانكوك) يمتلك قدرًا كبيرًا من الممتلكات على طول طريق سوخومفيت في بانكوك، وخاصة في المنطقة التي تعرف الآن باسم «سوي نانا» (سوخمفيت سوي 4). اسم نانا يستخدم أيضًا لمحطة سكيترين القريبة، فندق نانا ومجمع نانا بلازا الترفيهي.
ولدا نانا الكثير من التبرعات الخيرية، تبرع بأرض للحزب الديمقراطي، وللمتحف التذكاري لأميرة الأم، ولمستشفى.

## وفاته
توفي ليك نانا أثر تعرضة لنوبة قلبية في مستشفى بانكوك في عام 2010 عن عمر 85. دفن في مسجد بان سومديج في ثونبوري ، مع التمثيل الملكي من الملك بوميبول أدولياديج.